# 許際可
許際可（16世紀—16世紀），河南汝寧府固始縣人，明朝政治人物。

## 生平
許際可是嘉靖十三年（1534年）甲午科河南鄉試舉人，授黃陂知縣，改任新城知縣，陞南京戶部主事，因事貶為華州同知，清廉而懇切，愛民行實事，禮遇士大夫，亦剛正守法，隆慶二年（1568年）陞兗州通判，調為濟南同知，官至代州知州。

## 引用
1. ↑  乾隆《重修固始縣志》·卷十八·選舉表上：（嘉靖）十三年……許際可 甲午舉人，有傳
2. ↑  康熙《黃陂縣志·卷六·秩官志》：明……許際可 河南固始人，舉人……以上嘉靖間任
3. ↑  民國《（河北）新城縣志·卷五·地事篇》：李志載縣職曰……明……許際可 嘉靖四十三年任
4. ↑  道光《濟南府志·卷二十七·秩官五》：同知……隆慶……許際可 河南固始人，舉人
5. ↑  萬曆《華州志·卷十三·官師列傳》：〈明華州同知許公際可〉 公固始人也，舉人，由南京戶部主事遷華，其清如鶴，一塵不染，慇慇懇懇，愛民行實事，接遇士大夫坦夷謙沖，而履正守法則職事有恪云，隆慶二年四月至十月陞兗州府通判，見任代州知州。